# Moje wielkie greckie wesele
Moje wielkie greckie wesele (ang. My Big Fat Greek Wedding) – amerykańsko-kanadyjska komedia romantyczna według scenariusza Nii Vardalos, która także gra główną rolę w filmie. Współproducentami filmu są Tom Hanks i jego żona Rita Wilson (Greczynka z pochodzenia).

## Fabuła
Grecka rodzina Portokalos mieszka w USA. Wszyscy jej członkowie martwią się o Toulę (Nia Vardalos), która w wieku 30 lat wciąż pozostaje niezamężna. Pewnego dnia w biurze podróży swojej ciotki dziewczyna spotyka przystojnego Iana Millera (John Corbett) i zakochuje się w nim z wzajemnością. Wkrótce też Ian prosi ją o rękę. Zanim jednak para stanie na ślubnym kobiercu narzeczony Touli musi zostać zaakceptowany przez jej liczną i zwariowaną rodzinę. Niestety, Ian ma jedną poważną wadę – nie jest Grekiem.

## Obsada
- Nia Vardalos jako Toula Portokalos
- John Corbett jako Ian Miller
- Lainie Kazan jako Maria Portokalos
- Michael Constantine jako Gus Portokalos
- Gia Carides jako Nikki
- Louis Mandylor jako Nick Portokalos
- Joey Fatone jako Angelo
- Bruce Gray jako Rodney Miller
- Frank Falcone jako Żigolak
- Gerry Mendicino jako Wujek Taki
- Stavroula Logothettis jako Athena
- Andrea Martin jako Ciocia Voula
- Christina Eleusiniotis jako Toula w wieku 6 lat
- Bess Meisler jako Yiayia
- Marita Zouravlioff jako Toula w wieku 12 lat
- Sarah Osman jako Athena w wieku 15 lat
- Petra Wildgoose jako Dziewczyna w aucie
- Melissa Todd jako Dziewczyna w aucie
- Scott Khouri jako Kelner
- Arielle Sugarman jako Paris Miller
- Peter Chalkiopoulos jako Członek zespołu muzycznego
- Peter Gogos jako Członek zespołu muzycznego
- Spiro Milankou jako Członek zespołu muzycznego
- Victor Politis jako Członek zespołu muzycznego
- Anthony Kandiotis jako Ksiądz
- Gale Garnett jako Ciotka Lexy
- Chrissy Paraskevopoulos jako Kuzynka Jennie
- Peter Tharos jako Yianni
- Charlene Bitzas jako Ciotka Nota
- John Tsifliklis jako Wokalista zespołu muzycznego
- Jim Rouvas jako Członek zespołu muzycznego
- Kathryn Haggis jako Kuzyn Marianthi
- Maria Vacratsis jako Ciotka Freida
- Nick Kutsukos jako Gracz Bouzouki
- Fiona Reid jako Harriet Miller
- Peter Xynnis jako Gość zaproszony na obiad
- Joe Persechini jako Gość zaproszony na obiad
- Eugene Martel jako Gość zaproszony na obiad
- Jayne Eastwood jako Pani White
- Ian Gomez jako Mike
- John Kalangis jako Grecki nauczyciel
- Kaylee Vieira jako Uczennica
- Constantine Tsapralis jako Foti